# Ogino Ginko

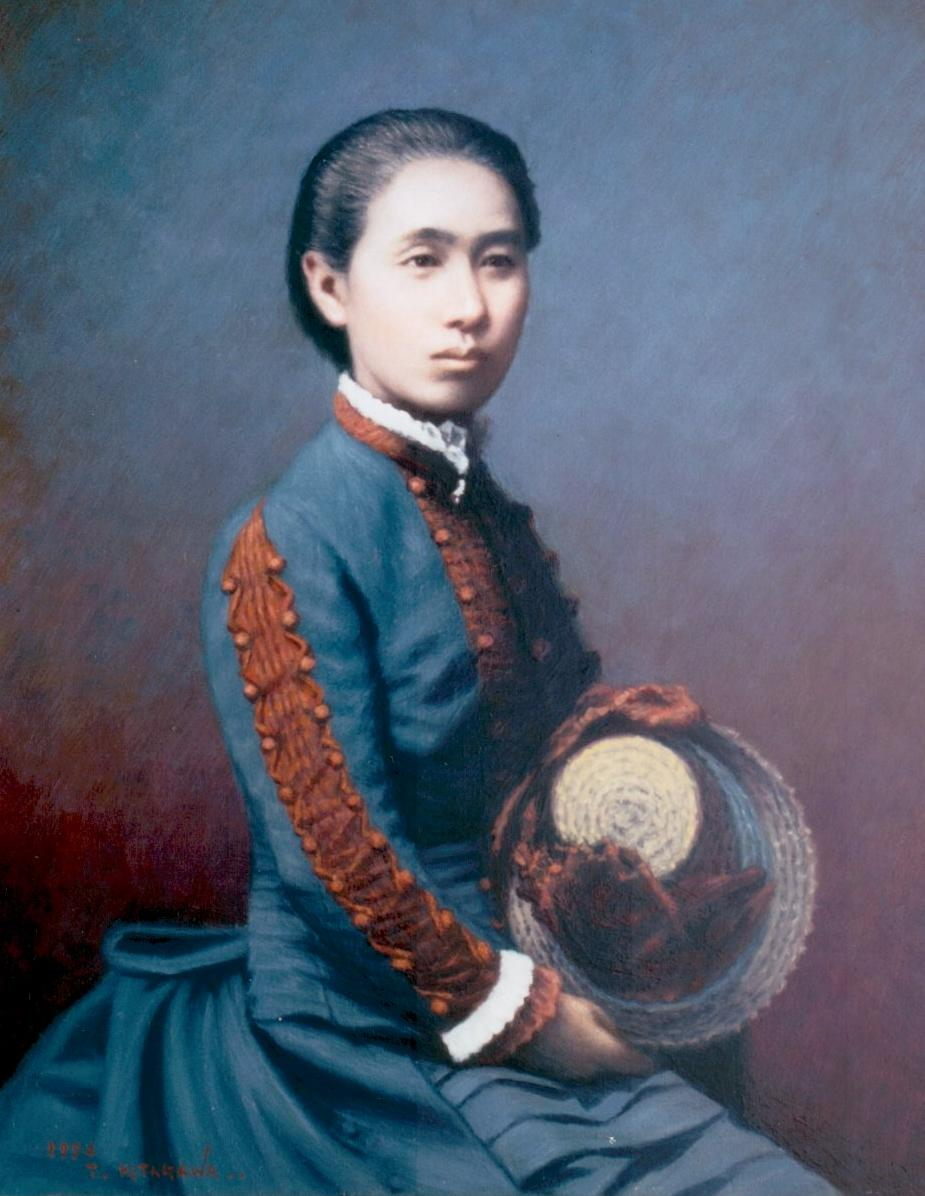
Ogino Ginko

Ogino Ginko (japanisch 荻野 吟子, wirklicher Name: 荻野ぎん, Ogino Gin; * 4. April 1851 in Tarawase; † 23. Juni 1913 in Tokio) war eine japanische Ärztin der Meiji-Zeit. Als erste Frau bestand sie das medizinische Staatsexamen und praktizierte als Gynäkologin westliche Medizin. Sie engagierte sich für verbesserte Frauenrechte und veröffentlichte mehrere Artikel zum Thema Gesundheit und Hygiene. Nach ihr ist der Kleinplanet 10526 Ginkogino benannt.

## Leben

### Jugend und Ausbildung
Ogino wurde in der ehemaligen Provinz Musashi, heute Präfektur Saitama, im Ort Tarawase, heute Kumagaya, als fünfte Tochter des Dorfvorstehers geboren. Mit sechzehn Jahren heiratete sie ihren ersten Ehemann. Einigen Quellen zufolge handelte es sich um den Sohn des Direktors der Ashikaga-Bank, in anderen wird er als Vorsteher des Nachbardorfes bezeichnet. In jedem Fall galt die Heirat als gute Partie. Allerdings steckte sich der Ehemann durch Affären mit Gonorrhoe an und im Alter von neunzehn Jahren war auch Ogino infiziert. Durch die Krankheit wurde sie unfruchtbar und ließ sich aus diesem Grund von ihrem Ehemann scheiden.
Aufgrund ihrer Krankheit musste Ogino zwei Jahre lang behandelt werden. Die ersten Monate verbrachte sie im Krankenhaus Juntendo, wo es nur männliche Ärzte gab. Wie die anderen weiblichen Patienten bedrückte es Ogino sehr, dass sie nicht von einer Frau behandelt werden konnte und sie schrieb später:

„Wir seufzten stets, dass die Untersuchung durch einen männlichen Arzt jedes Mal ein Elend war. In dieser Welt gibt es viele Frauen, die aufgrund ihres Widerstrebens, von einem Mann untersucht zu werden, mit einer unheilbaren Krankheit enden oder früh sterben [...] Andere werden unfruchtbar und geben ihren gefühlskalten Männern eine Entschuldigung, sich scheiden zu lassen.“

Für Ogino war der einzige Ausweg aus diesem Dilemma die medizinische Ausbildung von Frauen und sie beschloss Ärztin zu werden. Zunächst besuchte sie ab 1875 vier Jahre lang die Normalschule für Frauen in Tokio, heute die Ochanomizu Joshi Daigaku. Allerdings war das Medizinstudium Männern vorbehalten und Ogino benötigte die Unterstützung der Frauenrechtlerin Shimoda Utako (1854–1936) und die Empfehlung des Präsidenten der japanischen Rotkreuzgesellschaft, Ishiguro Tadanori (1845–1941), um eine Sondergenehmigung zu erwirken. Von 1879 bis 1882 studierte sie im Kōju-Krankenhaus westliche Medizin. Ihre Familie weigerte sich, sie finanziell zu unterstützen, so dass Ogino die Kosten selbst bezahlen musste.
Im Zuge der Modernisierung Japans war es für Ärzte nötig geworden, eine Lizenz zu erhalten, die ein bestandenes Staatsexamen in westlicher Medizin voraussetzte. Nach dem Abschluss ihres Studiums erhielt Ogino von der Regierung jedoch keine Erlaubnis, das Staatsexamen abzulegen. Die offizielle Begründung war, dass es in der Geschichte noch nie vorgekommen war, dass eine Frau als Ärztin arbeitete. 1883 startete Ogino eine Petition, in der sie ihre Argumente vorbrachte, warum Ärztinnen eher das Vertrauen von Patientinnen gewannen als ihre männlichen Kollegen. Sie wies darauf hin, dass insbesondere Schwangere dringend Untersuchungen durch Gynäkologen benötigten, diese jedoch aus Scham nicht wahrnahmen bzw. sich sogar scheuten, mit ihren Ehemännern über ihre Beschwerden zu sprechen. Des Weiteren begann sie historische Belege zu sammeln, dass Frauen durchaus im Laufe der Geschichte heilkundige Berufe innegehabt hatten. Damit gelang es ihr schließlich, den Vorsitzenden des Amts für Hygiene, Nagayo Sensai, zu überzeugen. In einer wegweisenden Entscheidung legte er 1884 fest, dass Frauen das Staatsexamen ablegen durften. Von den drei Frauen, die in diesem Jahr für das Staatsexamen zugelassen wurden, bestand Ogino als einzige die Prüfung.

### Ärztin und Sozialreformerin
Nach ihrem Staatsexamen gründete Ogino das Ogino-Krankenhaus in Tokio, wo sie als Gynäkologin und Geburtshelferin praktizierte. 1886 trat Ogino zum Christentum über und ließ sich taufen. Im selben Jahr schloss sie sich der Woman’s Christian Temperance Union an und setzte sich gegen Prostitution und das Konkubinat ein. Auch sprach sie sich gegen Traditionen aus, die Frauen unterdrückten, wie den Brauch, dass Frauen in der Gegenwart von Männern schweigen und verheiratete Frauen sich die Zähne schwärzen (Ohaguro) und ihre Augenbrauen rasieren mussten. Zusätzlich war Ogino 1887 Gründungsmitglied der Gesundheitsgesellschaft für Frauen. Sie hielt Vorträge bei den monatlichen Treffen und gehörte zu den Herausgebern der Zeitschrift der Gesellschaft, Fujin Eiseikai Zasshi.

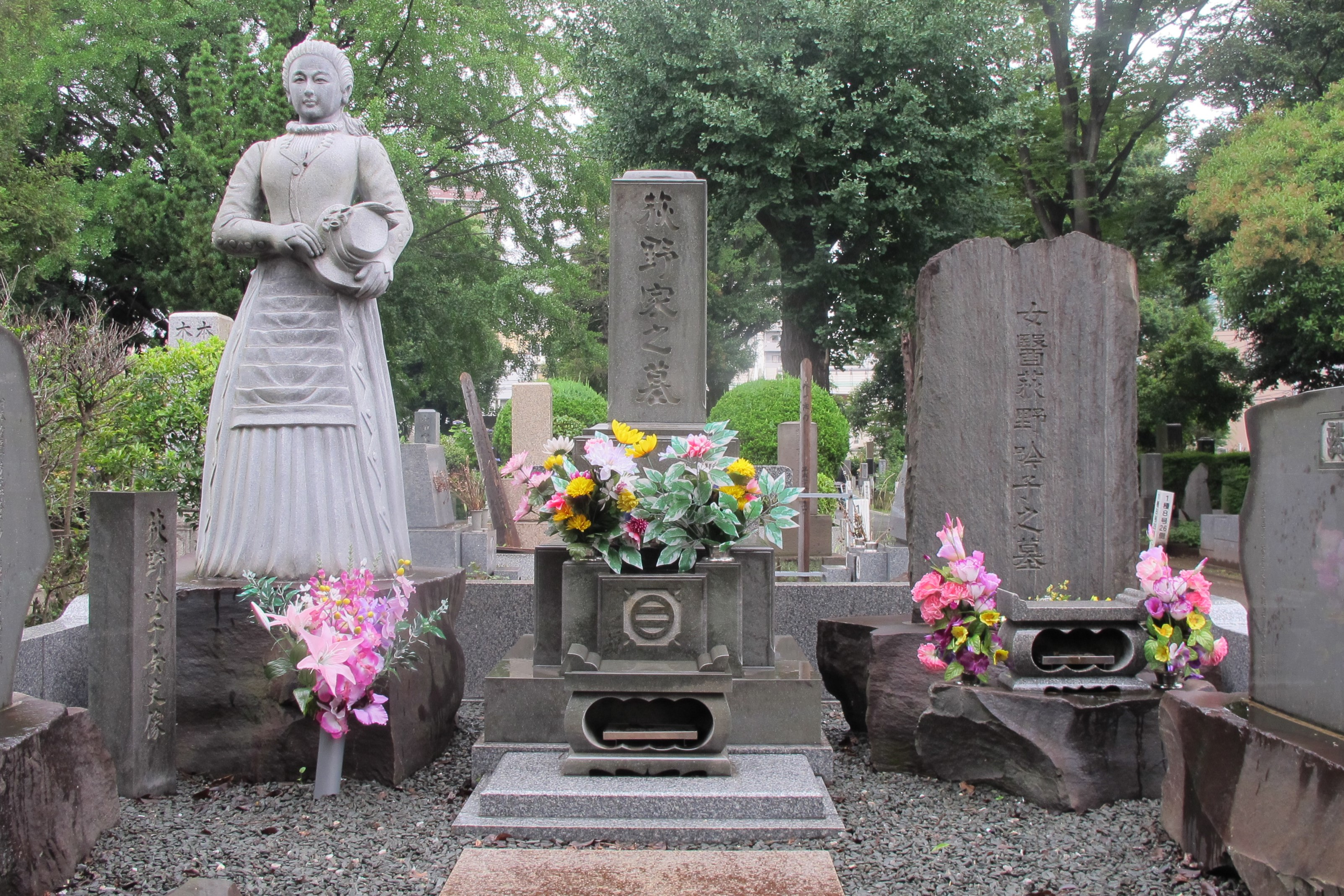
Grab Ogino Ginkos auf dem Friedhof Zōshigaya

Ab 1889 arbeitete Ogino als Ärztin und Ausbilderin an der Meiji Frauenschule in Tokio. Ihr Direktor, Iwamoto Yoshiharu, hatte vier Jahre zuvor das Magazin Jogaku Zasshi (Deutsch: Magazin für die Erleuchtung von Frauen) ins Leben gerufen. Es beinhaltete historische Persönlichkeiten und Tipps für den Alltag und ab 1890 gehörte Ogino zu den Mitarbeitern des Magazins. Ihre Aufgabe war es, Beiträge über Gesundheit und Hygiene zu verfassen. Im Oktober 1893 gab sie dem Magazin ein Interview, gefolgt von dem Essay Die Vergangenheit und die Zukunft von Ärztinnen in Japan, den sie in drei Teilen in aufeinander folgenden Ausgaben des Magazins veröffentlichte. In ihm setzte sie sich dafür ein, die Universitäten für Frauen zu öffnen oder, falls Frauen sich unter Männern unwohl fühlten, Frauenuniversitäten zu schaffen.
Seit 1890 war Ogino mit dem protestantischen Pfarrer Yukiyoshi Shikata verheiratet. Im Jahr 1894 folgte sie ihm nach Hokkaidō, wo sie eine Praxis eröffnete und weiterhin Frauen behandelte, allerdings war sie damit nicht länger in ihren diversen Gesellschaften aktiv. Nach dem Tod ihres Mannes kehrte sie im Jahr 1908 nach Tokio zurück, wo sie erneut die Leitung des Ogino-Krankenhauses übernahm. Sie behielt diesen Posten bis zu ihrem Tod an Arteriosklerose im Jahr 1913 und wurde auf dem Friedhof Zōshigaya beerdigt.
Der Schriftsteller Jun’ichi Watanabe hat Ginko Ogino in seinem biografischen Roman Hana Usumi (花埋み) 1970 ein Denkmal gesetzt.